# Velké Albrechtice
Velké Albrechtice (in tedesco Gross Olbersdorf) è un comune della Repubblica Ceca facente parte del distretto di Nový Jičín, nella regione della Moravia-Slesia.